# Avinyonet de Puigventós
Avinyonet de Puigventós település Spanyolországban, Girona tartományban. Avinyonet de Puigventós Llers, Vilafant, Borrassà, Ordis és Vilanant községekkel határos. Lakosainak száma 1684 fő (2024).

## Népesség
A település népessége az elmúlt években az alábbi módon változott:
| Lakosok száma | 269  | 635  | 518  | 411  | 343  | 983  | 1449 | 1581 | 1610 | 1684 |
|               | 1717 | 1887 | 1936 | 1960 | 1986 | 2004 | 2009 | 2014 | 2019 | 2024 |